# Bojano
Bojano is een gemeente in de Italiaanse provincie Campobasso (regio Molise) en telt 8273 inwoners (31-12-2004). De oppervlakte bedraagt 49,8 km², de bevolkingsdichtheid is 166 inwoners per km².

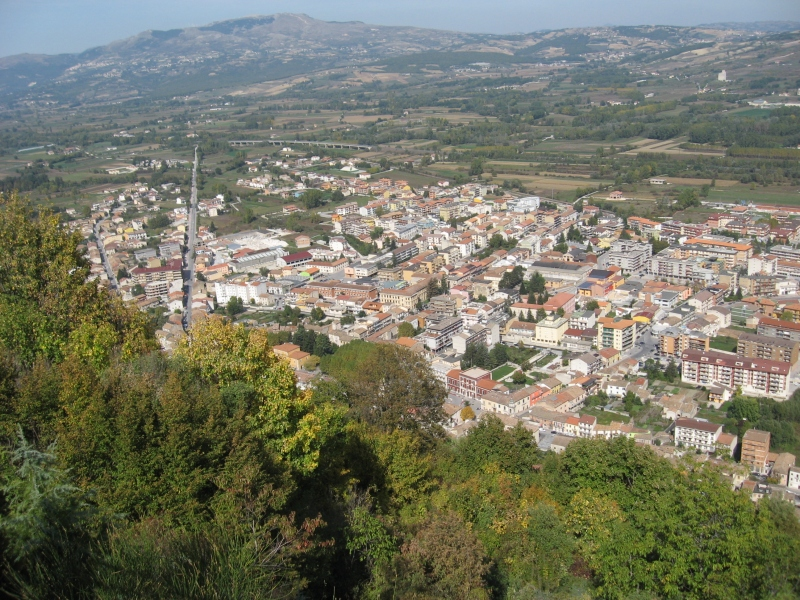
Bojano
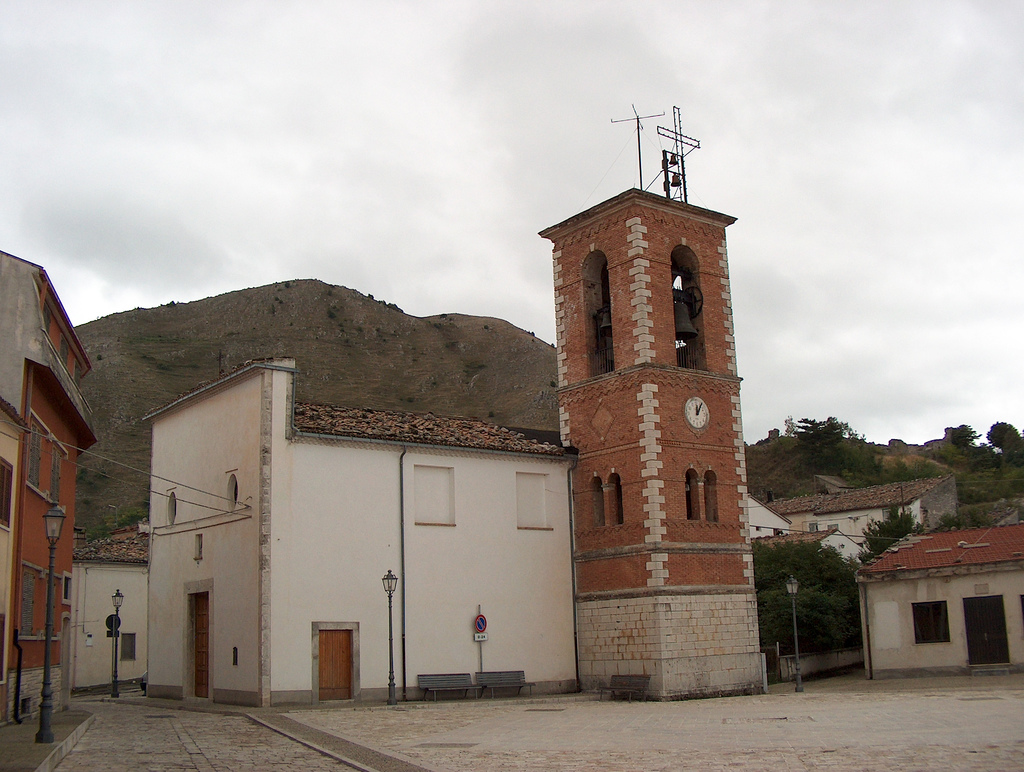
Centrum van Bojano

## Demografie
Bojano telt ongeveer 3191 huishoudens. Het aantal inwoners daalde in de periode 1991-2001 met 1,4% volgens cijfers uit de tienjaarlijkse volkstellingen van ISTAT.
| Jaar | Inwoneraantal |
| ---- | ------------- |
| 1991 | 8426          |
| 2001 | 8312          |

## Geografie
De gemeente ligt op ongeveer 480 meter boven zeeniveau.
Bojano grenst aan de volgende gemeenten: Colle d'Anchise, Macchiagodena (IS), San Gregorio Matese (CE), San Massimo, San Polo Matese, Sant'Elena Sannita (IS), Spinete.

## Geboren in Bojano
- Emilio Gentile (1946) - Italiaans historicus